# Yannick Choirat
Pour les articles homonymes, voir Choirat.
Yannick Choirat [ja.nik ʃwa.ʁa], né à Chambéry le 31 août 1974, est un acteur et scénariste français.

## Biographie
Yannick Choirat rejoint Paris où il étudie à l'Institut d'Études Théâtrales de la Sorbonne Nouvelle. Il suit parallèlement des cours de théâtre chez Véra Gregh-Tania Balachova. Il travaille ensuite pendant 5 ans sous la direction de Bernard Grosjean dans une compagnie de Théâtre-Forum (Théâtre interactif de conscientisation sociale), écumant ainsi les lycées, prisons, foyers de jeunes travailleurs et hôpitaux de France.
En 1999, il intègre le groupe 33 de l'École supérieure d'art dramatique du Théâtre national de Strasbourg. Il sort en 2002 et intègre pendant deux saisons la troupe permanente du Théâtre national de Strasbourg dirigée par Stéphane Braunschweig. Puis il rejoint la troupe « La nuit surprise par le jour » dirigée par Yann-Joël Collin avec laquelle il créera trois spectacles dont la trilogie des Molières intitulée Le bourgeois, la Mort et le comédien mise en scène par Éric Louis et qui sera jouée à L'Odéon Théâtre de l'Europe en 2008.
Parallèlement à son activité théâtrale, il joue et écrit pour la télévision, la série de sketchs Vous les femmes créée par Olivia Côte et Judith Siboni. Il participe en 2009 à la nouvelle version de Caméra Café, la boîte du dessus.
En 2011, il tourne Télé Gaucho de Michel Leclerc et De rouille et d'os de Jacques Audiard.
En 2013, il participe à la création de Joël Pommerat : La Réunification des deux Corées. Le spectacle a reçu le prix du syndicat de la critique du meilleur spectacle 2013 ainsi que le prix du meilleur spectacle public au Palmarès du théâtre. La réunification des deux Corées a été créé au théâtre National de l'Odéon en janvier 2013 puis a été joué à Ottawa, Göteborg, et aux festivals de Naples, Sibiù et Aurillac.
En 2015, il participe également à la création de Ça ira (1) Fin de Louis de Joël Pommerat au Théâtre des Amandiers de Nanterre. La pièce est jouée près de 220 fois en France et à travers le monde et reçoit plusieurs prix dont 3 Molières en 2016 (meilleur spectacle de théâtre public, meilleur auteur et meilleur metteur en scène). Elle sera jouée une soixantaine de fois au théâtre de la Porte Saint Martin d'avril à juillet 2019.
En 2018, Il incarne Victor Hugo dans la série homonyme : Victor Hugo, ennemi d'État réalisée par Jean-Marc Moutout et diffusée sur France 2 (4 × 52 min). À propos de son interprétation, il évoque sa technique de préparation de comédien : beaucoup de lectures et de documentation sur le personnage, une transformation physique (prise de poids et se laisser pousser les cheveux).
En 2019, il remporte le prix d'interprétation masculine au Festival international du film de La Rochelle et en 2020 au festival de Luchon pour le film Un homme abîmé de Philippe Triboit.
En 2023, il rejoint le casting de la mini-série télévisée Tout pour Agnès. L'année suivante, il est à l'affiche du thriller français Sous la Seine, réalisé par Xavier Gens et diffusé sur Netflix.

## Théâtre
- 1997 : Nomades sans ciel de Nadia Vadori, mise en scène de l'auteure
- 2002 : Prométhée enchaîné d'Eschyle, mise en scène Stéphane Braunschweig
- 2003-2004 : Nouvelles du plateau S d'Oriza Hirata, mise en scène Laurent Gutmann
- 2003-2004 : Violence reconstitution... de Didier-Georges Gabily, mise en scène Yann-Joël Collin
- 2003-2004 : La Famille Schroffenstein de Heinrich von Kleist, mise en scène Stéphane Braunschweig
- 2005 : Barthes, le questionneur de Nicolas Bigards, mise en scène de l'auteur
- 2005 : Théâtre à la campagne de David Lescot, mise en scène Gilles Cohen
- 2005-2008 : Le Bourgeois, la mort et le comédien de Molière, mise en scène Eric Louis
- 2007 : Woyzeck de Georg Büchner et Alban Berg, mise en scène Thibaut Fack
- 2008 : Le Cabaret des utopies  Groupe Incognito, mise en scène des auteurs
- 2008-2009 : Le Songe d'une nuit d'été de William Shakespeare, mise en scène Yann-Joël Collin
- 2008-2010 : Montaigne d’après Montaigne, mise en scène Thierry Roisin
- 2011-2012 : Un ennemi du peuple de Henrik Ibsen, mise en scène Thierry Roisin
- 2012 : The Second Woman de Frédéric Verrières, mise en scène Guillaume Vincent
- 2013 : American Tabloïd de James Ellroy, mise en scène Nicolas Bigards
- 2013 : La Réunification des deux Corées de Joël Pommerat, mise en scène de l'auteur
- 2015-2019 : Ça ira (1) Fin de Louis de Joël Pommerat, mise en scène de l'auteur
- 2017 : À la trace d'Alexandra Badea, mise en scène Anne Théron
- 2019 : La Réunification des deux Corées de Joël Pommerat, mise en scène de l'auteur - TNP de Villeurbanne, Théâtre Nanterre-Amandiers
- 2022-2023 : La Campagne de Martin Crimp, mise en scène Sylvain Maurice, Théâtre du Rond-Point, tournée

## Filmographie

### Cinéma

#### Longs métrages
- 2007 : J'attends quelqu'un de Jérôme Bonnell : Tony
- 2012 : De rouille et d'os de Jacques Audiard : Simon
- 2012 : Télé Gaucho de Michel Leclerc : Étienne
- 2013 : Blanche-Nuit de Fabrice Sebille
- 2013 : Mr. Morgan's Last Love de Sandra Nettelbeck : Lucien
- 2014 : Les Nuits d'été de Mario Fanfani : Georges Shaeffer / Yvonne
- 2015 : Papa ou Maman de Martin Bourboulon : Xavier
- 2015 : L'Échappée belle d'Émilie Cherpitel : Simon
- 2016 : La Marcheuse de Naël Marandin : Daniel Alvès
- 2017 : Corporate de Nicolas Silhol : le manager du pôle financier ESEN
- 2018 : Pupille de Jeanne Herry : Stéphane
- 2019 : Je voudrais que quelqu’un m’attende quelque part d'Arnaud Viard : Alex
- 2021 : L'Étreinte de Ludovic Bergery : Anthony, alias « Gaston »
- 2022 : Azuro de Matthieu Rozé : Pierre
- 2022 : Vous n'aurez pas ma haine de Kilian Riedhof : Bruno
- 2022 : Annie Colère de Blandine Lenoir : Philippe
- 2022 : L'école est à nous d'Alexandre Castagnetti : Thierry
- 2022 : Les Harkis de Philippe Faucon : le capitaine Denoyelle
- 2022 : Reprise en main de Gilles Perret : Guillaume
- 2023 : Le Principal de Chad Chenouga : Rémy
- 2023 : Coup de chance de Woody Allen : Marc
- 2024 : Un monde violent de Maxime Caperan : capitaine Fournier
- 2024 : La Famille Hennedricks de Laurence Arné : Pierre
- 2024 : Sous la Seine de Xavier Gens : Chris
- 2024 : Six Jours de Juan Carlos Medina : Fred
- 2024 : Les chèvres aussi s'évanouissent de Marie Rémond
- 2025 : Un monde violent de Maxime Caperan : le capitaine Fournier

#### Courts métrages
- 2002 : La Petite Chambre d'Élodie Montlibert : le jeune homme
- 2007 : Petite musique de chambre de Aki Yamamoto : l'employé de la maison de retraite
- 2009 : Jérôme de Philippe Deschamps : Olivier
- 2009 : Quatuor de Jérôme Bonnell : le pianiste
- 2011 : Femme de personne de Constance Dollé : Julien
- 2011 : Tous les garçons aiment ça de Philippe Deschamps : Romain
- 2014 : Rester là de Fabien Daphy : Max
- 2015 : Un métier bien de Farid Bentoumi : Tony
- 2017 : Le Grand Orchestre de Keren Marciano
- 2017 : Nos enfants de Sarah Suco : Jean
- 2021 : Descente de Mehdi Fikri : Martin
- 2022 : Sur la peau de Charlotte junière : Marco

### Télévision
- 1995 : Ange Espérandieu d'Alain Schwartzstein (téléfilm) : Rémy
- 1995 : 3000 scénarios contre un virus de Patrice Cazes (série) : ? (épisode La Teuf d'enfer)
- 2006-2010 : Vous les femmes d'Olivia Côte et Judith Siboni, saison 1, réalisée par David Lanzmann, saisons 2 à 4 réalisées Christian Merret-Palmair (série) : ?
- 2008-2010 : Caméra Café 2 (série) : Rémy Bourgoin
- 2009 : Fortunes de Stéphane Meunier (téléfilm) : ?
- 2009 : La Tueuse de Rodolphe Tissot (téléfilm) : Bruno
- 2010 : Big Jim de Christian Merret-Palmair (téléfilm) : le lieutenant Morin
- 2010 : Les Petits Meurtres d'Agatha Christie, épisode Je ne suis pas coupable, réalisé par Éric Woreth (série) : Louis Servais
- 2011 : Le Repaire de la vouivre d'Edwin Baily (mini série) : le juge Chepsel
- 2011 : Goldman de Christophe Blanc (téléfilm) : Philippe
- 2012 : Ainsi soient-ils de Rodolphe Tissot (série) : Père Sapiento
- 2012 : La Disparition de Jean-Xavier de Lestrade (téléfilm) : Franck Letellier
- 2013 : Alias Caracalla, au cœur de la Résistance d'Alain Tasma (mini série) : Raymond Aubrac
- 2014 : 3 x Manon de Jean-Xavier de Lestrade (mini série) : Lucas Rivière

- 2013 : Les Anonymes de Pierre Schoeller (téléfilm) : Destré
- 2015 : Neuf jours en hiver d'Alain Tasma (téléfilm Arte) : Hervé
- 2017 : Les Témoins, saison 2, créé par Hervé Hadmar et Marc Herpoux, réalisé par Hervé Hadmar (série) : Geir Jansen
- 2017 : Le Viol d'Alain Tasma (téléfilm) : Maître Michel Tubiana
- 2017 : Paris, etc. de Zabou Breitman (série) : Simon
- 2018 : Victor Hugo, ennemi d'État de Jean-Marc Moutout (mini série) : Victor Hugo
- 2019 : Jeux d'influence de Jean-Xavier de Lestrade (mini série) : Eric Vigan
- 2019 : L'Effondrement (mini série) : Jacques
- 2019 : Un homme abîmé de Philippe Triboit (téléfilm) : Vincent Sorrente
- 2019 : Laëtitia de Jean-Xavier de Lestrade (mini série) : le gendarme (adjudant) Frantz Touchais
- 2021 : Jugé sans justice de Lou Jeunet (téléfilm) : Gustavo Santini
- 2022 : Les Combattantes d'Alexandre Laurent (mini série) : Marcel Dumont
- 2022 : Sentinelles-Mali de Jean-Philippe Amar (série) : Philippe Lefort
- 2022 : Le monde de demain de Katell Quillévéré et Hélier Cisterne (série) : Joseph
- 2022 : Entre ses mains de Vincent Lannoo (téléfilm) : Stéphane[6]
- 2022 : Un alibi d'Orso Miret (téléfilm) : Tom
- 2024 : Tout pour Agnès de Vincent Garenq : Maurice Agnelet
- 2024 : Les Malvenus de Sandrine Veysset (téléfilm) : Fred Chicard
- 2024 : Home Jacking de Hervé Hadmar (série) : Richard Deloye
- 2025 : Les Disparues de la gare de Virginie Sauveur : Commissaire Piétri

## Doublage

### Cinéma

#### Films
- 2024 : Marie : Joachim (Ori Pfeffer (en))

#### Films d'animation
- 2024 : Le Robot sauvage : Escobar[n 1]

### Télévision

#### Séries télévisées
- 2022 : The Essex Serpent : Henry Banks (Gerard Kearns) (mini-série)

## Radio
- 2000 : Les Derniers Jours de l'humanité de Karl Kraus - Réalisation Enzo Cormann et Jacques Taroni
- 2001 : Le Vol au-dessus de l'océan d'après Bertolt Brecht et Walter Benjamin - Réalisation Jean-François Peyret et Jacques Taroni
- 2009 :  Quelques nuages. Hector Belascoaran Shayne Détective de Paco Tasco Caïbo II - Réalisation Myron Meerson
- 2012 : L'Amour est un roman - Réalisation Cédric Aussire et Alexandre Plank
- 2012-14 : La Vie trépidante de Brigitte Tornade de Camille Kholer, saisons 1, 2, 3, 4 et 5 - Réalisation Cédric Aussir
- 2014 : Le Crépuscule des idoles des jeunes de Victoria Kaario - Réalisation Étienne Valles
- Depuis 2014 : 57, rue de Varenne de François Pérache - Réalisation Cédric Aussir[7]
- 2017 : Autant en emporte l’histoire - 1917-1918 La fin des Romanovde Renaud Meyer - Réalisation Baptiste Guiton
- 2017 : Affaires sensibles : Le discours de Stockholm de Albert Camus / Vincent Dheygre - Réalisation Baptiste Guiton
- 2018 : French Uranium de Eva Joly - Réalisation Sophie Aude-Picon
- 2018 : Affaires sensibles : Psychose à la Réunion de Charif Ghattas - Réalisation Cedric Aussir
- 2019 : Émission LSD : violences légitimes - Réalisation Johanna Bedeau
- 2020 : 1812. Dominique Larrey, un médecin dans la Campagne de Russie de Christine Spianti - Réalisation Baptiste Guiton
- Affaires sensibles : La nuit tous les hackers sont gris - Réalisation Baptiste Guiton

## Distinctions
- Festival de la fiction TV de La Rochelle 2015 : Mention spéciale du jury pour Neuf jours en hiver[8],[9]
- Festival de la fiction TV de La Rochelle 2019 : Meilleur acteur pour Un homme abîmé[10]
- Festival des créations télévisuelles de Luchon 2020 : Prix de la meilleure interprétation masculine pour Un homme abîmé